# Jan Couvreur
Jan Couvreur of Father John (Roeselare, 1947) is een Belgische scheutist die actief is op Luzon in de Filipijnen.
Naast zijn priesterschap is hij actief als milieuactivist te Quirino. Hij kreeg daarom de naam "milieupriester".

## Carrière
Eerst was Couvreur 15 jaar toegewezen aan de parochie in de gemeente Gamu waar hij streed voor rechten van de gewone mensen en tegen de corruptie. In 1993 werd hij toegewezen aan  San Mariano. Hier startte hij zijn acties tegen illegale houtkap. Daarvoor richtte hij in 1994 het San Mariano Multi Sectoral Protection Committee (MFPC) op, dat ook optrad tegen de corruptie binnen het DENR. Couvreur bleef daar actief tot 2002 waarna hij naar de Heilige Stoel werd geroepen. Daar vond hij zijn draai niet en in 2003 begon hij in Quirino, waar hij 400 hectare bomen plantte.
Er werden negen aanslagen beraamd of gepleegd op hem, die hij allemaal overleefde.

## Erkentelijkheid
- 2008 - Satur Neri Award van de Filipijnse president Gloria Arroyo